# Hooked On a Feeling (David Hasselhof-album)
A Hooked on a Feeling David Hasselhoff 1997-ben megjelent albuma. A lemezt a Polydor kiadó adta ki. Németországban I Live for Love címmel is megvásárolható a CD. A lemezen hallható az If I Had One Wish című duett, amelyet David egyik rajongójával, Gwennel énekel.

## Dalok
1. Hooked on a Feeling (Mark James) - 3:56
2. More Than Words Can Say ( David Hasselhoff, Webb Hubbard) - 4:11
3. I Live for Love (V. Sellin, Mark Holden) - 4:26
4. Never My Love(Donald Adreissi, Richard Adress)- 3:36
5. Santa Monica Nights (David Hasselhoff, Mark Holden)- 2:54
6. Hold on My Love (Steve McVine)- 3:35
7. Slow Night in the City (Stone Stream) - 3:25
8. Then You Can Tell Me Goodbye (John D. Loudermilk) - 3:16
9. Queen of Rain (Axel Breitung)- 3:44
10. I'm Your Lover (David Hasselhoff, Mark Holden) - 3:44
11. Beach Baby (Gillian Shakespeare, John Carter)- 3:56
12. If I Had One Wish (David Hasselhoff, Webb Hubbard) 4:05
13. Hooked on a Feeling (Radio Mix) (Mark James) - 3:35

## Munkatársak
- David Hasselhoff - ének
- Regina Veslaquez - ének
- Gary St. Claire - zongora
- Tony Glykinson - gitár
- Steve Macdonald - zenei vezető
- Gwen - gitár, ének
- Webb Hubbard - szájharmonika, ének

## Külső hivatkozások
- David Hasselhoff
- Hasselhoff-Friends